# Crossopriza sahtan
Crossopriza sahtan (лат.) — вид пауков-сенокосцев рода Crossopriza (Smeringopinae, Pholcidae). Распространён в Омане. Назван по месту обнаружения (Wadi Sahtan, провинция Al Batinah South; 3,220° N, 57,316° E; среди скал на высоте 950 м; также провинция Ad Dakhiliya).

## Описание
Мелкие пауки-сенокосцы, длина тела около 5 мм, ширина карапакса 2,0 мм, длина ног до 6 см. Карапакс и наличник охристо-жёлтые, спереди в срединной ямке светло-коричневые; стернум тёмно-коричневый с чёрными радиальными метками; ноги охристо-жёлтые, без тёмных колец, со многими чёрными линиями на бёдрах, немногими на голенях, очень немногими на задних лапках; брюшко охристо-серое, с тёмными метками дорсально, латерально и сзади над паутинными бородавками и со многими беловатыми метками; вентрально с отчётливой чёрной срединной полосой, частично нарушенной, с тремя параллельными продольными метками позади гонопор.
Биология не исследована. Иногда этот вид был обилен в полостях в скалах и под ними, иногда в очень сухой среде (например, в очень неглубокой пещере Джарнан). В одном месте обитания над Вади Сахтан (Wadi Sahtan, большая скала, нависающая над небольшим ручьём) плотность была чрезвычайно высока: до 100 крупных особей и множество мелких экземпляров были оценены на поверхности скалы площадью около 2 м2. В пещере Аль-Губрат пауки были обнаружены только у входа в пещеру, в то время как внутренняя часть пещеры была занята видом Artema ghubrat Huber, 2019.

## Систематика
Вид был впервые описан в 2022 году в ходе исследования разнообразия пауков Центральной Азии, проведённого немецким арахнологом Бернхардом Хубером (Bernhard Huber, Alexander Koenig Research Museum of Zoology, Бонн, Германия). Отличается от близких видов деталями пальп самца (прокурсус с двумя дистальными элементами сходной формы; дистальный бульбальный склерит с одним пролатеральным зубцом); от сходного C. tiwi также по хелицерам самца (дистальные апофизы ближе друг к другу относительно ширины хелицер; проксимальные фронтальные отростки более отчётливые) и по форме эпигинума (короче, спереди неравномерно изогнутый).